# Castiel
Castiel az Odaát (Supernatural) című televízióssorozat kitalált szereplője, akit Misha Collins alakít. Castiel kezdetben a sorozat egyik mellékszereplője, majd az egyik legfontosabb szereplővé válik.

## Háttér
Castiel Isten egyik angyala, aki emberi alakban képes megjelenni, valójában azonban hatalmas szárnyai vannak. Emberekkel csak emberi testen keresztül tud kapcsolatba lépni, ugyanis valódi arcába nézve az emberek, de még a természetfeletti lények szemei is kiégnek, hangja pedig olyan fülsiketítő, hogy üveget is képes vele törni. Isteni képessége folytán sebezhetetlen, még Ruby tőre sem képes vele végezni. Cas egy Jimmy Novak nevű férfi testébe bújva közlekedik a Földön, aki az ő porhüvelye, csak a beleegyezésével szállhatta meg.

## 4. évad
Castiel az évad elején tűnik fel, ugyanis ura, Isten parancsba adja neki, menekítse ki Dean Winchestert a Pokolból. Az angyal  sikeresen visszahozza a fiút az élők közé, noha kézlenyomata beleég Dean vállába. Később Castielt megpróbálja megidézni egy látnok, Pamela Barnes, ám mivel ekkor éppen nincsen emberi alakban, akaratlanul kiégeti a nő szemeit. Az angyal találkozik Deannel, és közli vele, hogy Isten azért hozatta vissza a Pokolból, mert még tervei vannak vele, ugyanis Lilith elkezdte feltörni a 66 pecsétet, így kezdetét vette az Apokalipszis, mely ha sikerrel jár, Lucifer a Földre szabadul.
Az angyal a továbbiakban társával, Uriellel segíti Winchesterék munkáját, és többször bízzák meg őket, akadályozzanak meg egy-egy pecséttörést, illetve feletteseik parancsára megpróbálnak elfogni egy Anna Milton nevű lányt, aki valójában egy volt angyal, ám akciójuk kudarcba fúl, Anna kicsúszik a karmaik közül és visszanyeri angyali kilétét. Amikor sikerül elfogniuk az egyik fődémont, Alastairt, fény derül rá, hogy Uriel áruló, öli saját angyaltársait, és az Cast is megpróbálja maga mellé állítani, csakhogy az nem kér ebből; nekiesik társának, majd a helyszínen megjelenő Annával végez vele.
Az évad végén felettesei úgy gondolják, Castiel már-már inkább Deanék oldalán áll, mint az övükén, így visszahurcolják a Mennybe, míg földi teste, Jimmy Novak tanácstalanul áll, mihez kezd most saját önmagával. A férfi visszamegy családjához, csakhogy a démonok üldözőbe veszik, majd elfogják a feleségét és lányát. Ekkor derül ki, hogy Castiel időközben visszatért és magát Jimmy lányát szállta meg, így az angyal Deannel és Sammel legyőzi a démonokat, majd visszaköltözik Jimmy testébe, ugyanis a férfi a harc alatt súlyos sérülést szerez. Mikor Dean és Bobby a démonvérivásos dolog miatt bezárják Samet Bobby pánikszobájába, Dean beszél Cas-szel és letesz előtte egy esküt, miszerint ő fog véget vetni az Apokalipszisnek. Ennek ellenére az angyal és felettese, Zakariás egy biztonságos helyre viszik Deant, ám később kiderül, ezt csak azért tették, hogy Dean semmiféleképpen ne tudja megakadályozni Samet -akit időközben maga Castiel szabadított ki- Lilith megölésében, mely ha sikerrel jár, megtörik az utolsó pecsét is. Végül Dean győzködésére, Casnek "megjön az esze"; Zakariást egy falra festett jellel egy időre elteleportálja, a fiút pedig elviszi a próféta Chuck Shirley-hez, aki elárulja nekik, merre van Sam és Ruby. Váratlanul azonban egy arkangyal tűnik fel, Castielnek még sikerül Deant öccse után küldenie, ő maga azonban szembekerül társával.

## 5. évad
Az 5. évad első részében, Lucifer szabadulását követően Chuck azzal az információval szolgál a fivéreknek, hogy Castielt az angyalok darabokra tépték, ennek ellenére, mikor a fiúk szembekerülnek Zakariással és két testőrével, az angyal megjelenik; végez velük, Zakariást azonban futni hagyja. Hogy a Sátán ne találhasson rájuk, a fiúk bordájába egy-egy enochiai pecsétet olvaszt, arra viszont nem ad válasz, hogyan tért vissza a halálból. Miután Bobby egy harcot követően deréktól lefelé lebénul, megkéri Cast, gyógyítsa meg, ezt azonban nem tudja teljesíteni, ugyanis Mennyből való száműzése után több képességét is elveszítette.
Az angyal ezek után azzal tölti az idejét, hogy Dean különleges amulettjének segítségével megkeresse a nyoma veszett Mindenhatót, de miután ez nem sikerül, megidézi magát Rafael arkangyalt, és szent tűzzel csapdába ejti. Ő azt állítja, hogy Isten már meghalt, és Castielt Lucifer támasztotta fel, mivel még szüksége lehet rá.
Deant egyszer Zakariás a jövőbe, 2014-be küldi egy kis időre, ahol már Lucifer az úr a Földön, és ahol Castiel már nem angyal, hanem egy szakadt, narkós hippi, akit egy rajtaütés során a Sátán megöl. Az évad során Cas találkozik egy volt arkangyallal, Gábriellel, illetve egy kisfiú életére is rátör, aki az Antikrisztus, cserébe az játékfigurává változtatja, amíg biztonságba nem tudhatja magát az angyal elől. Miután kinyomozta, hogy a legendás Colt egy Crowley nevű démonnál van, és sikerült visszaszerezni azt Deanéknek, összejön egy csapat, akik Lucifer ellen indulnak. Az akció azonban kudarcba fullad; Ellen és Jo Harvelle meghal, Castiel pedig az Ördög fogságába kerül, aki megpróbálja meggyőzni, álljon az oldalára. Végül Casnek sikerül kereket oldania, és Winchesterékkel elszöknie.
Az Apokalipszis egyik lovasa, Éhínség is feltűnik az életében: sok emberhez hasonlóan, az ő porhüvelyét is megkörnyékezi, ezért hatalmas étvágy fogja el, melytől tucatnyi hamburgert kezd magába tömni, mindaddig, míg a lovas meg nem hal. Amikor a Winchesterek meghalnak, és a Mennyben Zakariás kezd rájuk vadászni, Castiel ismét a segítségükre lesz, hitét azonban elveszti, és feladja a kutatást Isten után.
Az évad végére Cas eléggé megromlik, inni kezd, egy másnapossága során sebesül meg egy bizonyos Babiloni Szajhától. Egy vízió során rájön, az angyalok arra készülnek, hogy Deanék öccsét, Adamet használják fel porhüvelynek Mihálynak, ám sikerül megmentenei előlük. Castiel saját magával teleportál néhány angyali ellenfelet Adam védelmének érdekében, ennek ellenére a fiút mégis elrabolják tőlük. Hosszú ideig nem, jön hír Casről, végül egy kórházból hívja fel Deanéket, és közli, teljesen halandó lett, semmilyen természetfeletti képessége nincsen már.
Visszatér a testvérekhez, Bobbyhoz és egy új démoni baráthoz, Crowley-hoz, hogy együtt vessenek véget a közelgő világvégének. Együtt szerzik meg az egyik lovas, Pestis gyűrűjét, és akadályozzák meg, hogy a démonok piacra dobják vírusukat, a Croatoant, és együtt szereznek Samnek démonvért, hogy felvehesse a harcot Luciferrel. Miután tervük dugába dől, és a Sátán megszállja Samet, átvéve felette az irányítást, Cas és Bobby teljesen feladják a reményt, ám Dean meggyőzi őket, rugaszkodjanak neki még egyszer.
Dean, Bobby és Castiel egy lawrence-i temetőben küzdenek meg Luciferrel: míg Bobby pisztollyal lő, a volt angyal szentelt olajos Molotov-koktélt hajít, és eltalálja vele Mihály arkangyalt. Ezt látván, az Ördög kitekeri Bobby nyakát, Castielt pedig egy csettintéssel szétrobbantja. Végül Dean sikeresen teljesíti a küldetést, Lucifer visszakerül börtönébe, Isten pedig feltámasztja Castielt, aki ismét angyallá válik, visszanyeri képességeit, így pedig visszahozza Bobbyt a halálból. Elbúcsúzik barátaitól, és boldogan tér vissza a Mennyországba.